# ولاء سعادة
ولاء سعادة (1990-2024) هي مخرجة فلسطينية وكاتبة ومدونة ولدت في بيت حانون شمال غزة. كتبت ولاء السيناريو وأخرجت وصنعت العديد من الأفلام وعملت كذلك في مؤسسات المجتمع المدني، استشهدت سعادة في دير البلح خلال الحرب الإسرائيلية على قطاع غزة في معركة طوفان الأقصى.

## سيرتها
ولدت ولاء في مدينة بيت حانون في محافظة الشمال في قطاع غزة وبدأت مسيرتها ككاتبة سيناريو ثم بدأت بصناعة الأفلام الوثائقية والأفلام القصيرة وعملت لاحقا في مؤسسات المجتمع المدني في القطاع منسقة ومدربة منذ عام 2010، في حوار سابق معها أجرته الصحافية يارا إبراهيم لـموقع "عرب48" وصفت ولاء علاقتها بالسينما قائلة"«يراودني حلم صناعة الأفلام منذ طفولتي، وشغفي كبير بمجال الإخراج الذي لم أكن أعلم عنه شيئا من قبل، لكنّي بدأت بالبحث في هذا المجال خلال دراستي للغة العربية، وعملت على تنمية هذا الشغف من خلال الدورات التدريبية والمحاضرات عبر الإنترنت». أنتجت وأخرجت الشهيدة الكثير من الأفلام بعد عقد على اندثار دور السينما في قطاع غزة وشاركت في مهرجانات في فلسطين وفي خارجها، وعرضت أفلامها ضمن أفلام المرأة "بعيون النساء" في مركز شؤون المرأة في غزة وكذلك في مهرجان "شاشات" الذي أقيم بالتوازي بين رام الله وغزة. وكتبت ولاء كذلك المقالة المتخصصة بالسينما في موقع نون بوست وغيرها.

### أبرز أفلامها
- خيوط من حرير (2019)، يتناول الفيلم الحكايات الشعبية الفلسطينية من خلال التطريز وهو أشهر وأبرز أفلامها.
- هذه الحياة لي (2017)

## استشهادها
استشهدت ولاء سعادة في تاريخ 2 شباط/فبراير 2024 في قصف طائرات الاحتلال الإسرائيلي خيم النازحين في دير البلح وهي النازحة من بيت حانون مع استشهادها نعاها الكثير من الناشطين ومئات الغزيين كما انتشرت مقاطع من فيلمها خيوط من حرير على منصات التواصل الاجتماعي.